# Jonathan M. Shiff
Jonathan Mark Shiff (...) è un produttore televisivo australiano. Inizialmente avvocato, Shiff ha fondato la casa di produzioni Jonathan M. Shiff Productions nel 1988, per produrre programmi dedicati ai ragazzi e alla famiglia. Ha studiato alla Swinburne Film and Television School.

## Filmografia
- Carson's Law – serie TV, episodi 1x169-1x170 (1984)
- Search for the World's Most Secret Animals – documentario TV (1989)

- Kelly – serie TV, episodio 2x01 (1992)
- Baby Bath Massacre, regia di Stuart McDonald – film TV (1994)
- Ocean Girl – serie TV, 41 episodi (1994-1997)
- Le nuove avventure di Ocean Girl (The New Adventures of Ocean Girl) – serie TV, episodio 1x01 (2000)
- Thunderstone – serie TV, 52 episodi (1999-2000)
- Horace & Tina – serie TV, 26 episodi (2001)
- Cybergirl – serie TV, 20 episodi (2001-2002)
- Pirate Islands – serie TV, 26 episodi (2003)
- Scooter - Agente segreto (Scooter: Secret Agent) – serie TV, 26 episodi (2005)
- Geni per caso (Wicked Science) – serie TV, 52 episodi (2004-2006)
- Il tesoro delle Fiji (Pirate Islands: The Lost Treasure of Fiji) – serie TV, 13 episodi (2007)
- H2O (H2O: Just Add Water) – serie TV, 78 episodi (2006-2010)
- Elephant Princess (The Elephant Princess) – serie TV, 51 episodi (2008-2011)
- Alien Surf Girls (Lightning Point) – serie TV, 26 episodi (2012)
- Reef Doctors - Dottori a Hope Island (Reef Doctors) – serie TV, 13 episodi (2013)
- H2O - Avventure da sirene (H2O: Mermaid Adventures) – serie TV, 26 episodi (2015)
- Mako Mermaids - Vita da tritone (Mako: Island of Secrets) – serie TV, 68 episodi (2013-2016)
- La biblioteca della magia (The Bureau of Magical Things) – serie TV, 34 episodi (2018-2021)